# 水曜ドラマ (NHK)
『水曜ドラマ』（すいようドラマ）は、かつてNHK総合テレビが編成していた連続テレビドラマ枠である。

## 概要
1972年4月に水曜20:00枠でスタート。ただし期間は短く、1975年4月から1978年3月までの歌謡・バラエティ番組枠、1978年4月から1986年12月までの時代劇枠を挟んで、12年後の1987年1月に再び現代劇中心のドラマ枠となり、中断期間を幾度も挿みつつも1991年3月まで編成され続けた。
そして1996年4月から水曜22:00枠で『水曜シリーズドラマ』と題して再度編成、その後1999年4月に『水曜ドラマの花束』に名称変更され、2000年3月まで続けられた。

## 放送された作品

### 水曜ドラマシリーズ
- 1972年4月 - 5月：氷壁[3]
- 1972年5月 - 6月：帯に短し襷に長し
- 1972年6月 - 7月：庖丁[4]
- 1972年7月 - 8月：桃から生まれた桃太郎
- 1972年8月：幻の殺意
- 1972年9月 - 12月：あした天気になあれ
- 1973年1月：金色夜叉
- 1973年2月：春雷
- 1973年4月 - 1974年3月：銀座わが町[5][6]
- 1974年4月 - 9月：帽子とひまわり[7]
- 1974年10月 - 1975年2月：四季の家[8]
- 1975年3月：あかあかと

ここで一時中断し、その間『ゲーム ホントにホント?』→『お国自慢にしひがし』→『歌のグランド・ショー』→『花のステージ』→『水曜時代劇』→『新大型時代劇』が放送される。
- 1987年1月 - 3月：イキのいい奴[9]
- 1987年4月 - 7月：ばら色の人生[10]
- 1987年8月 - 12月：頑固じいさん孫3人（海外ドラマ）[11]
- 1988年1月 - 3月：とっておきの青春[12]
- 1988年4月 - 6月：続イキのいい奴[13]
- 1988年7月 - 1989年3月：頑固じいさん孫3人（海外ドラマ）
- 1989年4月 - 8月：晴のちカミナリ[14]
- 1989年9月 - 12月：男たちの運動会[15]
- 1990年1月 - 3月：花も実もある[16]
- 1990年4月 - 7月：びいどろで候〜長崎屋夢日記（時代劇）[17]
- 1990年9月 - 12月：愛されていますかお父さん[18]
- 1991年1月 - 3月：マダム・りん子の事件帖[19]

### 水曜シリーズドラマ

#### 1996年
- 4月 - 5月：存在の深き眠り[20]
- 5月 - 6月：藏[21]
- 6月 - 7月：松ヶ枝町サーガ
- 8月 - 9月：暴力教師[22]
- 10月 - 11月：家へおいでよ[23]
- 11月 - 12月：月の船

#### 1997年
- 1月 - 2月：冬の螢
- 4月 - 5月：棘 おんなの遺言状[24]
- 5月 - 6月：新花へんろ
- 6月 - 7月：大往生[25]
- 8月 - 9月：父帰る
- 9月 - 10月：夜会の果て
- 10月 - 11月：鏡は眠らない
- 11月 - 12月：噂の伝次郎[26]

#### 1998年
- 1月 - 2月：翔ぶ男[27]
- 2月 - 3月：春燈[28]
- 4月：おじさん改造講座[29]
- 5月 - 6月：私の中の誰か～買い物依存症の女たち～
- 7月 - 8月：結婚前夜[30]
- 8月 - 9月：ふたつの愛
- 10月 - 12月：必要のない人

#### 1999年
- 1月 - 2月：鶴亀ワルツ[31]
- 2月 - 3月：遠い親戚 近くの他人?

### 水曜ドラマの花束

#### 1999年
- 4月 - 5月：緋が走る[32]
- 5月 - 6月：女性捜査官アイキャッチャー[33]
- 6月 - 7月：素敵にライバル[34]
- 8月 - 9月：ふたりでタンゴを[35]
- 9月 - 12月：怒る男・わらう女[36]

#### 2000年
- 1月 - 2月：昨日の敵は今日の友[37]
- 2月 - 3月：ただいま[38]